# María Felicia de Jesús Sacramentado
La beata María Guggiari Echeverría (Villarrica, 12 de enero de 1925 - Asunción, 28 de abril de 1959) – nombre religioso María Felicia de Jesús Sacramentado – fue una monja paraguaya católica  de la  Orden de las Carmelitas descalzas, quién también sirvió en su adolescencia como miembro de Acción Católica. Ella entró en la orden a pesar de la oposición de sus padres. Fue amiga cercana de Ángel Saua  – un amigo de Acción católica que se convirtió en sacerdote.
La causa para la canonización de María Felicia comenzó en el pontificado del Papa Juan Pablo II en 1997 después de haber recibido  el título de Sierva de Dios. Al confirmarse sus virtudes heroicas el Papa Benedicto XVI le confirió el título de Venerable el 27 de marzo de 2010. El Papa Francisco confirmó su beatificación y esta se celebró el 23 de junio de 2018.
Es conocida cariñosamente por los paraguayos como Chiquitunga.

## Vida
María Felicia Guggiari Echeverría nació en 1925 en el Departamento de Guairá como primera de siete niños. Sus padres eran Ramón Guggiari (nacido el 10 de noviembre de 1895) y María Arminda Echeverría (nacida el 21 de mayo de 1904). Su padre a menudo la llamaba "Chiquitunga". Su hermano era Federico Augusto Ramón Guggiari Echeverría y sus hermanas María Teresa Arminda y Mañica González Ravetti;  había otros cuatro.
Fue bautizada el 28 de febrero de 1929 e hizo su primera comunión el 8 de diciembre de 1937.
En 1941 se convirtió en miembro del movimiento de la Acción Católica– a pesar de la oposición de sus padres– y se dedicó al cuidado de los pobres y necesitados, mientras también servía como catequista para los niños. En febrero de 1941 conoció a su director espiritual, el padre Julio César Duarte Ortella. Durante el tiempo que estuvo en el movimiento conoció al estudiante de medicina Ángel Saua con el cual tuvo una amistad muy cercana. Chiquitunga esperó que se manifestara la  voluntad del Señor, y más tarde, en mayo de 1951, Saua dijo que sentía el llamado al sacerdocio. Decidida a ofrecerle asistencia lo ayudó a esconderse de su padre, que era musulmán. Finalmente Ángel parte a Madrid para sus estudios y para continuar a discernir su vocación. En octubre de 1942 ella renovó un voto de entera Castidad y Virginidad. En 1947– debido a disturbios civiles – su padre y su hermano Federico fueron enviados a Posadas en Argentina por un periodo breve de tiempo.
En febrero de 1950 ella y sus padres se mudaron a la capital de la nación. Ángel parte para Europa en abril de 1952 y entonces tomó la decisión para hacerse sacerdote en noviembre de 1952, en un movimiento que también le incitó a ella para vislumbrar su llamada a la vida religiosa (había visitado un convento de Carmelitas el 20 de agosto de 1952), aun así en 1953 tuvo mucha oposición de parte de sus padres. En enero de 1954  empieza un periodo de ejercicios espirituales. A pesar de esta oposición entra en el Carmelo el 2 de febrero de 1955 y recibe el hábito el 14 de agosto de 1955. Tomó los votos iniciales el 15 de agosto de 1956, junto con su nuevo nombre religioso. Escribió alrededor de 48 cartas al ahora Padre Ángel en su tiempo de religiosa.
El 7 de enero de 1959 contrae hepatitis contagiosa y tuvo que trasladarse a un sanatorio para recuperarse. El 28 de abril de 1959 en Asunción acompañada de sus padres y hermanos, pronunció sus palabras finales a las 4:10 AM: "¡Jesús te amo! ¡Qué dulce encuentro! ¡Virgen María!" Antes de morir pidió licencia a la Priora para leer un poema de Santa Teresa de Ávila. Sus restos fueron reubicados el 28 de abril de 1993.

## Beatificación
El proceso de beatificación comenzó después de que recibiera el título de Sierva de Dios en el pontificado del Papa Juan Pablo II. El 17 de julio de 1997 después de que la Congregación para las Causas de Santas concediera el "nihil obstat" ('nada en contra') oficial a la causa, mientras el proceso diocesano abarcó desde el 13 de diciembre de 1997 hasta el 28 de abril de 2000. La C.C.S. validó este proceso el 22 de febrero de 2002 y permitió al postulador compilar y entregar la carpeta de la Positio  a los oficiales en Roma en 2004 para su valoración.
Los teólogos se reunieron para aprobar la causa el 20 de marzo de 2009. El cardenal y los miembros del obispado de la C.C.S. se reunieron y aprobaron la causa en modo similar el 8 de febrero de 2010. El 27 de marzo de 2010  recibió el título de Venerable después de que el Papa Benedicto XVI confirmó su vida de virtud heroica.
El proceso para investigar un milagro abarcó del 23 de marzo de 2005 hasta el 27 de abril de 2007 y recibió de la C.C.S. la validación el 14 de noviembre de 2008. Su milagro implicó la curación de un bebé, Ángel Ramón, quien no mostró  señales vitales en el nacimiento pero los recuperó después de  20 minutos, por las oraciones hechas por la intercesión de Chiquitunga. Los expertos médicos en Roma aprobaron el milagro, que fue presentado en su reunión el 1 de junio de 2017. Los teólogos aprobaron el caso el 30 de noviembre de 2017 así como hizo la C.C.S.  el 6 de marzo de 2018. El Papa Francisco aprobó este milagro unas horas más tarde y confirmó su beatificación;  fue beatificada en el Estadio General Pablo Rojas el 23 de junio de 2018 presidida  por el representante del Papa, el Cardenal Angelo Amato.
El postulador de la causa fue el Rev. Romano Gambalunga.